# Piraten Partei Tirol
Die Piraten Partei Tirol (PPT) war eine politische Partei im österreichischen Bundesland Tirol.

## Geschichte
Die Piraten Partei Tirol entstand ursprünglich als Landesorganisation der Piratenpartei Österreichs. Nach internen Konflikten im Jahr 2011 wurde die Tiroler Piratenpartei im Jänner 2012 ausgeschlossen. Ab dann existierte sie als eigenständige Partei.
Bei der Gemeinderatswahl in Innsbruck 2012 erzielte die Partei mit 3,8 % der Stimmen ein Mandat und konnte somit als erste österreichische Piratenpartei in einen Gemeinderat einziehen.
Dieses Mandat ging allerdings nach internen Streitereien an die Inn-Piraten, eine Abspaltung von Mandatar Alexander Ofer und seinem Stellvertreter Heinrich Stemeseder, nachdem diese im Vorstand der PPT ersetzt worden waren. Die verbliebene PPT näherte sich daraufhin wieder der Piratenpartei Österreichs an.
In einer weiteren außerordentlichen Generalversammlung am 9. Dezember 2012 erfolgte die Wahl der Kandidaten für die Wahl zum Tiroler Landtag. Zur Landtagswahl am 28. April trat die Partei in drei Bezirken an und erzielte landesweit 0,38 % der Stimmen. Der Antritt zur Nationalratswahl 2013 wurde unter dem Dach der Piratenpartei Österreichs vollzogen. Am 11. Jänner 2019 löste sich die PPT auf.

## Inn-Piraten
Zu den Inn-Piraten bestand nach deren Abspaltung keine Verbindung mehr. Die PPT hatte dadurch weder Zugriff auf das Mandat im Innsbrucker Gemeinderat, noch auf die Parteienförderung. Während die PPT auch nicht mehr zur Gemeinderats- und Bürgermeisterwahl in Innsbruck 2018 antrat, scheiterte der zwischenzeitig mit einer Fußfessel im Gemeinderat sitzende Heinrich Stemeseder mit dem Versuch, das Mandat der Inn-Piraten zu halten. Er war als Mandatar für den Inn-Piraten Alexander Ofer nachgerückt, der zu einer viereinhalbjährigen Haftstrafe verurteilt wurde.

## Programmatik
Programmatisch orientierte sich die PPT an ihrer Ursprungspartei.

## Internationale Mitgliedschaften
Die Piraten Partei Tirol war Beobachtendes Mitglied in der Pirate Parties International, dem internationalen Weltverband der Piratenparteien.